# Tommy Cook
Tommy Cook (Duluth, 5 luglio 1930) è un attore statunitense, noto come attore bambino al cinema e alla radio dal 1940 al 1946 (tra i 10 e i 16 anni d'età), e quindi per quasi quarant'anni attivo come attore caratterista soprattutto televisivo.

## Biografia
Tommy Cook nasce in Minnesota nel 1930. Problemi di salute del padre costringono la famiglia nel 1936 a trasferirsi in California. Qui Tommy comincia giovanissimo la sua carriera di attore bambino. Nel solco della tradizione dei partner giovanili ("saddle pals") del cinema western inaugurata da Frankie Darro e Andy Shuford, Cook interpreta il ruolo di "Little Beaver", il piccolo Indiano compagno di avventure di Red Ryder, al cinema in un serial cinematografico in 12 episodi nel 1940 e alla radio nel 1942. Dopo di lui anche Robert Blake nel 1944-47 e Don Reynolds nel 1949 interpreteranno lo stesso personaggio al cinema. 
Cook continua per alcuni anni ad avere ruoli importanti al cinema, impiegato per lo più in ruoli di personaggi "esotici": nel serial cinematografico in 15 episodi La figlia della jungla (1941), e nei film The Turtles of Tahiti (1942), Good Luck, Mr. Yates (1943); Hi, Buddy (1943); fino a Tarzan and the Leopard Woman (1946) con Johnny Weissmuller e Brenda Joyce. È negli stessi anni una delle voci giovanili più popolari alla radio.
Ormai giovane attore, gli si offrono adesso non solo film western ma anche parti più drammatiche e impegnative: in I guerriglieri delle Filippine (1950), The Vicious Years (1950) (per il quale vince un Photoplay Award) e Teen-Age Crime Wave (1955).        
Dalla metà degli anni 1950s dedica molto del suo tempo al tennis (nel quale eccelle a livello giovanile) e come organizzatore di eventi di beneficenza.
Continua la propria carriera attoriale comparendo con regolarità alla radio e come attore caratterista in serie televisive, offrendo la propria voce anche a numerosi programmi a cartoni animati, fino agli inizi degli anni ottanta.

## Riconoscimenti
- Young Hollywood Hall of Fame (1940's)

## Filmografia parziale

### Cinema
- The Adventures of Red Ryder, serial cinematografico (1940)
- La figlia della jungla (Jungle Girl), serial cinematografico in 15 episodi (1941)
- The Tuttles of Tahiti, regia di Charles Vidor (1942)
- Hi, Buddy, regia di Harold Young (1943)
- Good Luck, Mr. Yates, regia di Ray Enright (1943)
- Tarzan e la donna leopardo (Tarzan and the Leopard Woman), regia di Kurt Neumann (1946)
- Song of Arizona, regia di Frank McDonald (1946)
- Perdutamente (Humoresque), regia di Jean Negulesco (1946)
- Michael O'Halloran, regia di Fred F. Sears (1948)
- L'urlo della città (Cry of the City), regia di Kurt Neumann (1948)
- Gioventù spavalda (Bad Boy), regia di Kurt Neumann (1949)
- The Vicious Years, regia di Robert Florey (1950)
- I guerriglieri delle Filippine (American Guerrilla in the Philippines), regia di Fritz Lang (1950)
- Kociss, l'eroe indiano (The Battle at Apache Pass). regia di George Sherman (1950)
- Stalag 17, regia di Billy Wilder (1953) -- non accreditato
- Il passo dei Comanches (Thunder Pass), regia di Frank McDonald (1954)
- Teen-Age Crime Wave, regia di Fred F. Sears (1955)
- Prima dell'uragano (Battle Cry), regia di Raoul Walsh (1956).
- La principessa dei Moak (Mohawk), regia di Kurt Neumann (1956)
- Passaggio di notte (Night Passage), regia di James Neilson (1957)
- Non mandarmi fiori (Send Me No Flowers), regia di Norman Jewison (1964)

### Televisione
- Stage 7 – serie TV, episodio 1x01 (1955)
- Climax! – serie TV, episodio 1x20 (1955)
- Le leggendarie imprese di Wyatt Earp (The Life and Legend of Wyatt Earp) – serie TV, 5 episodi (1955-1959)
- Royal Playhouse – serie TV, un episodio (1955)
- Navy Log – serie TV, episodio 1x24 (1956)
- Crossroads – serie TV, episodio 1x17 (1956)
- The 20th Century-Fox Hour – serie TV, episodio 1x15 (1956)
- Richard Diamond (Richard Diamond, Private Detective) – serie TV, 2 episodi (1957-1962)
- Have Gun - Will Travel – serie TV, episodio 3x15 (1959)
- Not for Hire – serie TV, episodio 1x33 (1960)
- Il magnifico King (National Velvet) – serie TV, episodio 1x17 (1961)
- The Superman/Aquaman Hour of Adventure – serie animata TV (1967–1968) - (voce)
- The New Adventures of Huckleberry Finn – serie animata TV (1968–1969) - (voce)
- The Banana Splits Adventure Hour – serie animata TV (1968) - (voce)
- The Funky Phantom – serie animata TV (1971–1972) - (voce)
- Jeannie – serie animata TV  (1973–1975) - (voce)
- Jabberjaw – serie animata TV  (1976–1978) - (voce)
- CB Bears – serie animata TV (1977–1978) - (voce)
- Fred Flintstone and Friends – serie animata TV (1977–1978) - (voce)

## Radio (parziale)
- Red Ryder (1942)
- Lux Radio Theatre (1944)
- The Adventures of Ozzie and Harriet (1945)
- Arch Oboler's Plays (1945)
- Life of Riley (1949)